# Timur Indah
Timur Indah is een bestuurslaag in het regentschap Bengkulu van de provincie Bengkulu, Indonesië. Timur Indah telt 3315 inwoners (volkstelling 2010).